# تیم ملی فوتبال ساحلی فلسطین
تیم ملی فوتبال ساحلی فلسطین  نماینده فلسطین در مسابقات بین‌المللی فوتبال ساحلی است.
این تیم در مسابقات جام ملت‌های فوتبال ساحلی آسیا ۲۰۱۹ پس از شکست از عمان به مقام چهارم دست یافت. 